# Mères adolescentes au Québec
Vous pouvez aider à l'améliorer ou bien discuter des problèmes sur sa page de discussion.
- Il peut contenir un travail inédit ou des déclarations non vérifiées. Vous pouvez l’améliorer en ajoutant des références. (Marqué depuis novembre 2021)

Vous pouvez aider à l'améliorer ou bien discuter des problèmes sur sa page de discussion.
- Il ne cite pas suffisamment ses sources. Vous pouvez indiquer les passages à sourcer avec {{référence nécessaire}} ou {{Référence souhaitée}}, et inclure les références utiles en les liant aux notes de bas de page. (Marqué depuis novembre 2021)

- Archive Wikiwix
- Bing
- Cairn
- DuckDuckGo
- E. Universalis
- Gallica
- Google
- G. Books
- G. News
- G. Scholar
- Persée
- Qwant
- (zh) Baidu
- (ru) Yandex
- (wd) trouver des œuvres sur Wikidata

Les mères adolescentes au Québec sont un phénomène social qui a connu une constante diminution depuis 1992. En 1998, les jeunes femmes âgées de moins de 20 ans donnent naissance à 3 606 enfants. En 2008, ce chiffre a diminué à 2 456 en.

## La description du fait social
Le Québec a connu une baisse du taux de natalité dans les années 1980. Cependant, on a enregistré une hausse de 57 % — soit une moyenne de 4 % par année — des enfants mis au monde par des mères adolescentes entre 1980 et 1992. Les taux sont restés stables durant la période 1992-1998 pour enfin connaître une légère baisse durant les cinq années suivantes. On voit cependant que le taux de grossesse à l’adolescence suit généralement l’indice de grossesse de l'ensemble de la population Par mères adolescentes, on entend que ces femmes ont donné naissance avant l’âge de 20 ans. On remarque que plus de 10 000 jeunes filles tombent enceintes et environ 3 600 enfants naissent de mères adolescentes chaque année au Québec,Dans la population québécoise, les femmes autochtones sont plus prédisposées à devenir mères durant leur adolescence. Le taux de maternité de cette population est deux fois plus élevé que dans le reste du Canada.
Les régions où le taux de fécondité est le plus élevé sont l’Abitibi-Témiscamingue et la Côte-Nord. Dans ces endroits reculés, on remarque que les femmes de moins de 20 ans ont plus tendance à poursuivre leur grossesse tandis qu’à Montréal, ces femmes recours plus à l’avortement. Cela peut s’expliquer par la tradition religieuse des régions éloignées, où l’avortement est mal vu. De plus, l’âge des premières relations sexuelles, avec pénétration, diminue de plus en plus et les adolescentes ont majoritairement plus d’un partenaire sexuel par an. La maternité est une chose très importante pour elles. Elles ont un fort désir d’intégration social ainsi que de se faire valoir, alors avoir un enfant leur permet d’atteindre ces buts. L’enfant devient également une motivation de se responsabiliser puisque plusieurs de ces jeunes femmes ont un passé de délinquance et qu’elles veulent passer à autre chose. Les mères adolescentes vont avoir tendance à se marier [EM1] durant leur adolescence. Elles se maries pour plusieurs raisons, dont les inégalités entre les sexes, la pauvreté, l’insécurité et les traditions. Ce sont environ la moitié d’entre elles qui vont se marier avant la majorité, 20 % avant la naissance de l’enfant, 22 % dans la première année de vie et 39 % un an après la naissance. Les mères adolescentes ont plus tendance à rester célibataires comparativement aux mères adultes. Cependant, 46 % ont déclaré être en union libre.
Plusieurs caractéristiques peuvent décrire la vie de ces jeunes mères. On trouve d’une part, l’isolement. Effectivement, leurs amis ainsi que leur famille s’éloignent lorsqu’elles mettent au monde leur enfant, n’ayant plus de temps à leur accorder. D’une autre part, on retrouve la pauvreté. En ce sens, les jeunes femmes décident souvent de rester à la maison à temps plein et ainsi elles vivent sous le seuil de la pauvreté. Il faut aussi tenir compte de la monoparentalité, qui fait donc qu’il n’y a qu’un seul revenu qui entre dans le foyer et ce revenu annuel ne dépasse généralement pas les 15 000 CAD.
Le manque d’éducation entre aussi en ligne de compte dans le salaire de ces jeunes filles. On constate qu'elles vont souvent décrocher de l’école en voulant mettre au monde leur enfant, soit au niveau du secondaire. Malgré le fait qu’elles habitent seules, les mères adolescentes laissent une place importante aux pères, même qu’il y a généralement une garde partagée. Elles le font, car elles sont en quelque sorte dépendante de cet homme ; c’est le géniteur de leur enfant après tout. Elles vont jusqu’à dire que si elles désirent un autre enfant, c’est avec lui qu’elle le ferait afin que les enfants aient le même père, et ce même s’ils ne sont plus en couple. Pour ce qui est de la famille, il existe deux modèles de soutien familial. Le premier étant un soutien quasi inexistant en raison du refus des jeunes mères d’en vouloir. Elles ont pour leurs dires qu’elles sont amplement capables de s’occuper de leur enfant toute seule. Le deuxième consiste à un besoin essentiel de leur famille, tant au niveau monétaire, de la nourriture et du logis. Dans un autre ordre d’idées, les femmes qui deviennent mères à un âge précoce sont catapultées dans la vie adulte par la bifurcation du parcours qui amène un renversement au niveau de l’adolescence et de la jeunesse.

## La vision de l’acteur
La recherche concerne les jeunes femmes âgées d’environ 20 ans. Malgré la croyance que ce sont des grossesses non désirées, la plupart de ces femmes ont comme aspirations centrales le désir de maternité : « Oui, ah oui, moi, c’était sûr depuis que je suis toute petite, c’était sûr que je voulais au moins deux enfants puis jeune en plus, j’ai toujours voulu des enfants jeune. ». D’autres raisons peuvent expliquer le choix des mères, comme de donner un sens à sa vie : « Je ne sais pas, je me dis des fois que, si je n’avais pas eu mon enfant, je ne sais pas où est-ce que je serais rendue. Je n’avais pas de travail, je n’avais rien, je n’avais pas trop d’ambition, je n’avais pas grand-chose. » Il y a aussi la recherche d’une certaine stabilité dans la vie de ces femmes, comme l’exprime Émilie, 21 ans ; elle n’était pas sur le bon chemin et qu’avant la venue de son fils elle n’avait la meilleure des vies. Son fils a tout changé. La grande majorité ne sont plus en couple avec le père respectif de l’enfant, car soit il devenait trop contrôlant ou simplement qu’elles sont mieux toutes seules à s’occuper de leur bambin. Malgré le fait qu’elles ne sont plus en couple, les femmes ont toujours l’impression que le père restera un membre de la famille : « Même si je ne voudrais pas revenir avec lui, je nous vois encore comme une famille, la famille, c’est nous trois, même si on n’est pas, même si on est séparés, qu’on n’habite pas ensemble, pour moi c’est quand même ça. »

### Les conséquences sociales
En outre, la plupart vont abandonner l’école au niveau du secondaire pour élever leur enfant, mais une partie va y retourner quand leur enfant va être en âge d’aller à la garderie. Le milieu social et la réaction de la famille ont une influence sur le comportement futur de la jeune mère, par exemple, sont implication envers elle-même et son enfants, soit sa sécurité, son bien-être, mais aussi pour qu’elle puisse penser à elle-même et à sa santé. La réaction de la mère entre autres, a de l’importance pour les jeunes mères, c’est la personne souvent considéré la plus proches d’elles, leur opinons importe surtout pour des jeunes filles. Si la réaction de la famille est positive, que les parents offres leurs aides dans les différentes sphères de vie de leur fille (organisation, soutien financier, garde pour l’enfant, scolarité), lui permettre en effet de conserver sont cercle sociale. Les jeunes adolescentes ont alors plus de chances de poursuivre le parcours classique d’une jeune fille à la suite de l’accouchement, soit de poursuivre ses études, ses relations sociales ou la continuité de tout autre projet qu’elle avait entreprit avant la grossesse. Dans un autre contexte, où la réaction de la famille serait négative, la jeune fille mère serait plus à risque à se retirer de l’école, s’entourer de relations toxiques et malsaine, et intégrer des cycles de consommation excessive d’alcool et de drogues par exemple, ou encore, de subir diverses ruptures amoureuses en particulier avec le père biologique de l’enfant. Ce qui pourrait mener à l’abandon de l’enfant
Comme elles sont souvent isolées, le fait de retourner aux études leur permet d’échanger et de rencontrer de nouvelles personnes pour se recréer un réseau social : « Je me fais des amis, puis je me refais un milieu, je me refais un environnement à moi, un petit monde à moi à part ma fille, sans ma fille, ça fait du bien d’avoir du monde à qui parler. ». Des témoignages recueillis auprès de mères adolescentes, rendent compte que certaines peuvent se trouver plus performantes au travail maternel, que sur le marché du travail ou encore dans le milieu scolaire. En conséquence, malgré l’importance qu’accorde le Québec sur le fait de retourner au étude ou se diriger vers le marché du travail après une grossesse, certaines filles n’en ont pas le désir et préfère rester mère à la maison, ce qui peut être un choix répercutant autant pour l’enfant que pour elles-mêmes.
 D’autre part, le marché du travail est un point délicat puisque c’est très difficile pour elles d’y aller, en raison des horaires et du niveau d’éducation. Les emplois qu’elles trouvent peuvent s’avérer parfois dévalorisants et enlèvent l’envie de travailler. Seulement 4 jeunes mères sur 15 sont en voie de stabilité sur le marché du travail à temps plein, alors que les autres vont avoir un emploi à temps partiel ou bien elles vont être à la recherche d’un emploi. De surcroît, le soutien de la famille peut se diviser en deux catégories. La première fait l’objet d’une famille aidante puisque les jeunes femmes en ont vraiment besoin ou bien parce qu’elles le désirent. La deuxième, en raison du haut désir d’autonomie des jeunes mères, s’avère à être quasi inexistante puisqu’elles n’en veulent pas ; elles affirment pouvoir se débrouiller seules.

## L’explication sociologique
La grossesse chez les adolescentes est qualifiée dans la société moderne comme étant un problème sociologique par plusieurs facteurs. En premier lieu, cette situation affecte non seulement la mère, mais également son entourage immédiat et plus éloigné. En deuxième lieu, le phénomène relève de causes collectives, puisque la conception de cette réalité sociale renvoie à des jugements de valeur qui diffèrent d’un endroit à un autre. Par exemple, au Québec, il n'est plus bien vu d’avoir une enfant en étant jeune et encore moins lorsque tu n’es pas marié; tandis que dans les pays du Moyen-Orient, les femmes se marient jeunes et ont par conséquent des enfants. À ces endroits, c’est normal et même valorisé. En troisième lieu, comme ce n’est plus une norme dans la société, il a fallu que des organismes et des intervenants se spécialisent dans ce domaine. Au Québec, on retrouve par exemple S.O.S grossesse, la Villa Marie-Claire, des centres d’hébergement pour jeunes mères et enfants, etc., où travaillent de nombreux bénévoles. Dans les organismes communautaires, on en retrouve un important, mais souvent oublié, soit la famille des jeunes parents. Celle-ci a certaines obligations envers leur propre enfant. De plus, comme ces femmes ont de plusieurs problèmes, elles doivent recourir à des experts comme des psychologues pour affronter la dure réalité de leur choix de vie.
Il faut aussi mentionner que l’État à un rôle à jouer dans cela. En effet, elle subventionne certains organismes, qu’elle a elle-même mis sur pied, puis elle donne une contribution monétaire pour ces jeunes mères. Un peu plus haut, il y a eu mention d’une société moderne. Cette dernière se définit comme une société où il y a eu une émancipation des valeurs traditionnelles telles que la baisse de fécondité et des pratiques religieuses. En ce qui a trait à la religion, celle-ci provoque une perte de sens et de grands repères pour ces femmes en quête d’identité. Effectivement, dans les sociétés plus traditionnelles, la religion imposait ses limites et ses convictions comme les relations sexuelles permises seulement après le mariage. Mais de nos jours, les personnes ont des enfants sans jamais être marié. Pour ce qui est des jeunes femmes, elles revendiquent maintenant leur identité féminine, ce qui n’était pas socialement encouragé jusqu'aux années 60. Mettre au monde un enfant jeune c’est pour elles une façon de se faire une place dans la société.

### Inégalités sociales
Les femmes qui mettent au monde un enfant avant l’âge de 20 ans connaissent souvent des inégalités sociales, surtout en ce qui a trait au revenu. Il faut préciser que les jeunes filles provenant de milieux défavorisés sont 17 fois plus nombreuses à devenir mères avant l’âge de 20 ans comparativement aux filles de milieux plus favorisé. Les familles dirigées par une femme ont un taux de risque de pauvreté de 40,9 %. Sur ce, les femmes représentent 64,1 % des prestataires de l’aide sociale, principalement pour des raisons familiales, soit un enfant de moins de cinq ans ou une grossesse et puis 46 % des familles dont le chef est une femme vivent sous le seuil de la pauvreté.
Dans un même ordre d’idées, ces jeunes femmes doivent souvent habiter dans un quartier plus défavorisé en raison de leur revenu. L’aide mensuelle moyenne versée, par l’assistance sociale, est de 692,45 CAD soit 8 309,40 CAD par année. Pour qu’un quartier soit jugé « de qualité », on devrait trouver plusieurs facteurs. Côté environnemental, oui ce sont des sources de pollution, mais on y trouve aussi des espaces verts. Pour l’économie, c’est souvent à proximité des commerces, il y a des marchés d’alimentation ainsi que des logements abordables. Côté institutionnel, on y trouve une accessibilité aux services publics, comme les écoles publiques, les CLSC, les hôpitaux, les Centres de la petite enfance ainsi que les transports collectifs.
Puis finalement, le facteur communautaire consiste aux types de relation de voisinage ainsi que l’existence de centres communautaires.
Les quartiers où habitent ces jeunes femmes ne comportent pas tous ces éléments et c’est ce qui injuste puisque se sont elles qui en ont le plus besoin. Parallèlement, les enfants de ces mères adolescentes sont ceux qui souffrent le plus de ces inégalités. Effectivement, les enfants de milieux défavorisés sont trois à quatre fois plus nombreux à avoir des retards scolaires au primaire et au secondaire; ils sont deux fois plus nombreux à éprouver des problèmes d’apprentissage; trois fois plus nombreux à présenter des troubles graves de comportement au secondaire puis ils sont moins nombreux à obtenir leur diplôme d’études secondaires; cela s’observe chez les garçons à 77 % puis à 88 % chez les filles
En plus, les enfants provenant de familles défavorisées sont plus nombreux à vivre de la détresse psychologique, du stress, à ne pas déjeuner, à fumer, à être sédentaire, à consommer de l’alcool ou de la drogue, à avoir une plus faible estime d’eux-mêmes et bien plus. C’est bien certain que ce ne sont pas tous les enfants qui ont ces problèmes, mais du moins la majorité.
Le temps d’absence durant le parcours des mères adolescente, causé par la conception d’un enfant, a également un impact sur la situation financière de ces femmes. Elles sont plus susceptibles d’abandonner leurs études secondaires et d’occuper des emplois moins qualifiés et moins bien rémunérés. Cette réalité est encore plus marquée au niveau des études supérieures. Dans les pays développés, 67 % des femmes qui deviennent mère entre 15 et 19ans n’obtiennent pas de baccalauréat, comparativement à 34 % pour celles qui ont eu leur premier enfant après 20ans. La situation financière du milieu familiale d’où elles proviennent et la qualité du soutien social disponible sont des facteurs qui exercent une influence sur la situation socioéconomique des mères adolescentes.
Cependant, le revenu total personnel des mères adolescentes et des femmes adultes ne diffèrent pas beaucoup. En effet, en 2005, une mère adolescente a recensé 16 500$ de revenu après impôt, contrairement à 17 500$ pour une mère adulte. Une différence de 2 600$ de plus étaient versé aux familles de mères adolescentes qu'aux familles de mères adultes. Par ailleurs, les revenus familiaux avec une mère adolescente montaient à 40 300$, comparativement à 47 300$ pour les familles avec les mères adultes. La probabilité pour les femmes de vivre en situation faible revenu était de 9%.

### Comportement sexuel à risque
La sexualité est un sujet qui est de plus en plus parlé, que ce soit sur les médias ou dans le contexte de la vie sociale. De ce fait, elle est moins taboue, et les établissements scolaires ont ajouté un cours de sexualité au cursus de leurs programmes d'enseignement. En 2000, 58,7% des adolescents âgés entre 15 et 19 ans avaient déjà eu des rapports sexuels, et 7% d’entre eux ont eu leur première relation sexuelle avant l’âge de 15 ans. Les maternités précoces sont souvent en lien avec l’âge du début de la sexualité active. En effet, 42% des jeunes filles sont sexuellement actives, entre l’âge de 15-17 ans. De ce nombre, seulement 30% des adolescentes ont recours à des méthodes de contraception.
En 2007, 9.7 jeunes filles sur 1000, âgés entre 15 à 19 ans avaient déjà accouché d'un premier enfant. 11% de ces femmes ont donné naissance à un deuxième enfant dans la même période. En ce qui a trait au père, 6,9% des mères adolescentes ont déclaré que le père était âgés de moins de 18 ans, et 48,4% étaient âgés entre 18 et 24 ans. Cependant, 32% des mères adolescentes n'ont pas déclaré le père du bambin, en 2004.

### La responsabilité parentale
Lorsqu’une mineure devient mère, elle reste sous la responsabilité parentale de ses parents. Elle n’aura pas la permission de signer certains contrats, incluant la gestion du patrimoine du mineur et entamer une poursuite judiciaire. Il est possible dans cette situation de faire une demande d’émancipation, soit de ne plus être sous la tutelle de ses parents et obtenir des droits réservés aux majeurs. Pour ce faire, il est nécessaire pour la mère adolescente d’avoir au moins 16ans. Cette émancipation est possible, pour donner suite à une demande au curateur public avec la présence d’un parent, ou à une demande au tribunal ou par le mariage, qui est également accordé par le tribunal.

## Risque pour la santé
Les grossesses survenant avant l’âge de 20 ans présentent des risques accrus pour la santé de la mère, mais aussi la santé du bambin. En effet, l’enfant a plus de risque de vivre une naissance prématurer ou subir des anomalies congénitales. 7,1% des mères ayant donné naissance à un enfant avant l’âge de 20ans avaient accouché d’un enfant à faible poids. De plus, les enfants de parents adolescents sont plus à risque de vivre de la négligence, des problèmes d’adaptation scolaire et de développement. Ils sont aussi plus à risque d’être placés en adoption.

Pour ce qui est des mères, elles sont plus susceptibles de développer des problèmes anémie, d’hypertension, de néphropathie, d’éclampsie, pendant et après la grossesse. Aussi, les mères adolescentes sont plus à risque d’avoir des troubles dépressifs, et d’avoir une grande consommation de substance illicites (alcool, drogues, etc.). Les jeunes filles participent à la hausse des avortements spontanés, mais sont aussi plus susceptibles d’avoir recours à des avortements répétés, que les femmes adultes, ce qui comporte plusieurs risques pour leur santé. De plus, le risque de fausse couche est plus élevé.

### Suicide et dépendances
Il y a plusieurs solutions pour venir en aide à ces jeunes femmes, mais certaines d’entre elles ne sont pas toutes touchées par cette entraide. L’arrivée précoce d’un bébé, chez certaines femmes, peut provoquer une énorme remise en question. Les proches de la femme doivent intervenir, agir ; lui venir en aide pour qu’elle passe par-dessus cette période difficile. Il faut s’assurer que ces jeunes adultes ne se sentent pas trop seules, il faut surveiller qu’elles ne sombrent pas dans une dépendance (drogue, alcool), il faut aussi surveiller qu’elles n’aient pas constamment des sauts d’humeur qui ne lui ressemble pas ni, qu’elles s’enferment sur elles-mêmes.
Car certaines de ces jeunes femmes en viendront à ce suicider, elles ne verront pas la lumière au bout du tunnel. C’est pourquoi, durant cette période difficile, les proches doivent être à l’écoute de la jeune femme et l’inciter à discuter avec eux si elle en éprouve le besoin. S’ils voient qu’elle pense bel et bien au suicide, il faut tout faire pour changer la situation. Le suicide est un fait saillant de notre société moderne et plusieurs organismes ont été mis sur pied pour abaisser ce problème en hausse constante. Comme par exemple, en Estrie il y a Jevi, qui est un centre de prévention du suicide. Il y a aussi Jeunesse, J’écoute qui est une ligne téléphonique anonyme pour ces jeunes personnes en difficultés.
Ces femmes ont donc les ressources nécessaires pour s’en sortir, mais il faut bien sûr, que quelqu’un leur montre ces ressources et les encouragent à s’en servir. Bien entendu, ici le suicide est vu comme un problème qu’il faut éteindre, comme un problème de notre belle société moderne. Mais le suicide, tout dépendamment où l’on vit, peut avoir une connotation positive ou moins négative qu’ici[réf. nécessaire]. Il n’a pas la même signification et les mêmes raisons partout. Ici, les gens se suicident principalement à cause d’une perte de repères et de sens. Les gens se sentent seuls, écrasés, inutiles par tous les rôles que nous devons jouer à la fois. Ces jeunes femmes déstabilisées par la venue non prévue d’un bébé, verront leur niveau social diminuer.
Cette défavorisation sociale, les femmes en souffriront grandement, plus que les hommes. Surtout, que la plupart d’entre elles sont encore dans la phase de l’adolescence et qu’à l’adolescence, la reconnaissance et l’appui des pairs sont cruciaux. Elles se sentiront seules et s’en voudront d’être dans cette situation. De plus, un bon nombre de ces femmes entreront dans une forme de dépression qui est classée comme une maladie mentale. Cette maladie surnommée « la maladie du XXIe siècle » est désormais la deuxième cause de consultation chez un médecin et ce sont les jeunes femmes qui sont le plus souvent diagnostiquées comme dépressives. Alors, ces jeunes filles mères sont donc très à risque, si elles se laissent sombrer.
Encore ici, les proches de ces filles jouent un rôle de première importance. Si la jeune fille reste longtemps dépressive, si elle perd tout intérêt avec le plaisir, si elle éprouve une perte de sommeil, d’appétit, d’énergie et de motivation ; il faut intervenir, car ce sont les principales caractéristiques de la dépression. Il ne faut évidemment pas tout de suite dire de ces femmes qu’elles sont dépressives. Elles sont jeunes et à la suite de cette nouvelle, elles ont le droit de réagir tout de même. Il est normal qu’elles s’isolent un peu et qu’elles soient moins motivées pendant un certain temps. Il faut juste s’assurer que tout ça ne dure pas trop longtemps, qu’elles passent à autre chose. Sinon, environ après deux semaines, si elles restent dans cet état c’est là, qu’il faut intervenir. Il faut savoir faire la part des choses et garder l’œil ouvert à ces signes que ces adolescentes tenteront de nous transmettre. La dépression est très controversée ; à ce jour aucun diagnostic certain n’en a trouvé la cause. Tout ce que l’on en sait, c’est qu’elle est née avec notre société moderne et les femmes sont ses plus grandes victimes. Alors, les filles mères sont donc très à risque.

### Les causes et facteurs
Les grossesses chez les adolescentes suscitent de nombreuses préoccupations sociales. Pendant l’enfance, plusieurs facteurs augmentent les possibilités de vivre une maternité précoce. Le modèle de vie amoureuse projeté par les parents peut grandement affecter la vision de l’amour chez les jeunes filles. Des épisodes de rupture conjugale forçant l’enfant à partager un espace domestique avec différent prétendants et/ou déménager fréquemment affectent la vision que la jeune fille aura d’un idéal de vie amoureuse.
La grossesse est une occasion de redonner, pour ces jeunes adolescentes, ce qu’elles n’ont jamais eu étant jeunes. Qu’il s’agisse de sécurité, de stabilité, d’amour ou encore la présence d’un parent. Cette grossesse permet pour certaines de recevoir l’affection et l’attention des autres qu’elles n’ont jamais eu auparavant, souvent de la part de leurs parents. Il arrive que les jeunes filles tombent enceinte pour confronter leur parent. Parfois en lien avec une relation conflictuelle entre la mère et l’adolescente, la reproduction du modèle familiale ou le désir de fonder la famille qu’elle n’a jamais eu. Elles veulent trouver leur place et leur rôle dans la société, avoir un objectif ou une raison d’être.
Il y a, dans plusieurs cas, une grande carence familiale, affective et éducative dans l’enfance de ces mères adolescentes. Elles ont un lourd passé, un manque de cadre éducatif, une faible estime de soi et très peu d’outil pour exprimer leurs émotions. En somme, il y a une grande instabilité dans leur vie qu’elles tentent de combler par la grossesse. Dans beaucoup de grossesses chez les adolescentes, il y a présence de conflits interpersonnels ou intergénérationnels.
Les grossesses précoces viennent du fait que les adolescents fonctionnent par le passage à l’acte. Ces jeunes prisent entre le besoin d’émancipation et la dépendance affective par rapport à leurs parents, ressentent ce besoin de se rebeller contre l’image parentale. Ainsi, la grossesse représente un mouvement régressif du développement de l’adulte en devenir. L’adolescent est mis en opposition avec ses besoins en tant qu’enfant et les besoins de l’enfant à naître. Au niveau psychanalytique, la grossesse représente parfois l’expression de difficultés d’identité psycho-sexuelle, les répercussions sur l’enfant peuvent être grandes.Devenir mère représente un grand cheminement, souvent ce passage représente même une crise d’identité où la femme doit passer du statut d’enfant de sa mère à la mère d’un autre être humain.
Pour certaines femmes, il y a un désir d’avoir un enfant à un jeune âge. Ces jeunes filles qui s’écartent de la norme parce qu’elles ont ce désir de porter un enfant sont étiquetées par la société. Comme le souligne P. Alvin (1988), « il est toujours gênant d’avoir à reconnaître que certaines adolescentes puissent “ choisir ” d’avoir un enfant d’abord, aux dépens de leurs projets vocationnels remis à plus tard, plutôt que le schéma inverse plus rassurant, auquel nous sommes tous conditionnés ». Malgré les difficultés rencontrées dans l’aventure qu’est le passage de l’enfance à être mère, certaines s’en sortent très bien et démontrent une grande résilience.

## Les solutions

### Le soutien scolaire
La scolarisation joue un rôle important dans le soutien des mères adolescentes. Les jeunes mamans scolarisées ont tendance à avoir de meilleures capacités à créer un lien d’attachement sécurisant avec leur enfant. Plus le nombre d’années d’études est élevé chez la mère, plus il est probable qu’elle ait un lien d’attachement sécurisant avec son enfant. C’est le fait de mieux connaître le développement de l’enfant et le rôle parental qui exerce une influence positive sur le lien d’attachement avec l’enfant. Le Programme scolaire adapté pour les mères adolescentes et leur enfant (PSAME) offre un service de garde situé dans l’école, ce qui permet aux jeunes mamans et à leur enfant d’être dans un milieu stimulant, favorisant les apprentissages. Les adolescentes enceintes ou venant d'accoucher (certaines conditions s'appliquent) peuvent se faire aider en intégrant le PSAME offert à l'école Monseigneur-Richard à Verdun, Québec (Canada). Ce programme a été créé dans le but de permettre aux adolescentes et aux jeunes mères de terminer leurs études secondaires, de développer leurs compétences parentales et sociales et de mettre en place un plan de stimulation précoce assurant aux enfants un sain développement. Sur place, des professionnels, des éducatrices, le corps enseignant et la direction mettent tout en œuvre pour accompagner les adolescentes dans leur cheminement scolaire, dans l'atteinte d'un équilibre psychosocial et dans l'acquisition de compétences parentales. Des organismes du milieu (CLSC, Centre jeunesse, maison d'hébergement pour jeunes filles) participent au succès de ce programme. Depuis les débuts du programme en mars 2003, dans plus de 90 % des cas, les objectifs sont atteints. 

#### Interventions
Les programmes d’intervention précoce chez les mères adolescentes sont un moyen efficace de prévenir les comportements de maltraitance envers les enfants. Certains programmes proposent des soins de santé, de l’aide dans les études, du soutien financier, de l’information sur le développement du bébé, ainsi que des groupes d’entraide. Un contenu d’intervention qui cible le soutien maternel et les interactions entre la maman et son enfant est favorable. Notamment, la rétroaction vidéo est une bonne manière d’intervenir sur la relation de la mère avec son enfant. Celle-ci consiste à filmer la mère lorsqu’elle s’occupe de son petit, puis de visionner la vidéo avec un intervenant. Ensuite, l’intervenant discute des comportements appropriés et des aspects à améliorer par rapport aux interactions avec le petit

##### Organismes
Les organismes et programmes offerts au Québec sont S.O.S. grossesse, un organisme téléphonique qui donne accès à des tests de grossesse et à des avortements ; Tel-jeunes et Jeunesse, j'écoute, où les jeunes peuvent téléphoner pour parler de leur problème et recevoir des conseils ; la Villa Marie-Claire, où des jeunes mères peuvent se rendre et où on leur apprend à s’occuper d’un enfant, à vivre en appartement et à gérer un budget. Il y a aussi les CLSC, les Maisons des jeunes, et les centres d’hébergement. Au collèges, il y a l’escouade caoutchouc qui distribue des préservatifs aux étudiants. Il est possible d'être bénévole pour l’un de ces organismes afin de mieux comprendre la situation de ces femmes et de les aider. 
Le gouvernement du Québec offre un programme d’aide financier aux mères mineures. Ce programme est en vigueur depuis le 1er avril 2007 et résulte de la loi sur l’aide aux personnes et aux familles. Il a pour objectif d’apporter un soutien financier de prestations mensuelles aux mineures enceintes à partir de leur 20e semaine de grossesse, et ce jusqu’à la naissance de l’enfant. Il est possible de déposer une demande à un centre local de services communautaires (CSLC) ou en ligne sur le site officiel du gouvernement. Le MSSS offre Le Programme soutien aux jeunes parents, qui les soutient jusqu’à ce que leur enfant atteigne 5 ans. Le but visé par ce programme est d’optimiser le développement et les conditions de vie des enfants. Cette initiative peut être atteinte en limitant la reproduction de problématiques entre les générations, autant en lien avec la santé que socialement. Au niveau parental, le programme offre de l’éducation et de la promotion des comportements sexuels sécuritaire, en plus de la planification des naissances. 
 En 2021, le ministre de la Santé et des Services sociaux annonce le financement de quatre établissements hospitaliers universitaires dans le but d’aider les mères adolescentes. Le Centre hospitalier universitaire (CHU) Sainte-Justine, reçoit un financement de 275 000$ par année pour offrir de meilleurs services aux jeunes mamans. Le CHU Sainte-Justine met en place une clinique spécialisée pour favoriser la santé des mères adolescentes et de leur enfant. Cette clinique comprend des services de gynéco obstétriques, de travailleuses sociales, de pédiatrie et de professionnels de la santé

###### Sensiblisation
La sensibilisation dans les écoles pour les élèves en fin de primaire et en début de secondaire est bénéfique, car plus ce sujet est abordé tôt, plus il risque d’y avoir un effet positif. Une tâche revient aux parents qui doivent s’ouvrir sur des sujets comme les moyens de contraception ou les relations sexuelles. Le gouvernement du Québec tente de sensibiliser les jeunes filles et les jeunes hommes dans les écoles sur les conséquences d’une grossesse à l’adolescence, ainsi que sur les nouvelles méthodes préventives.